# Eliezer Levy

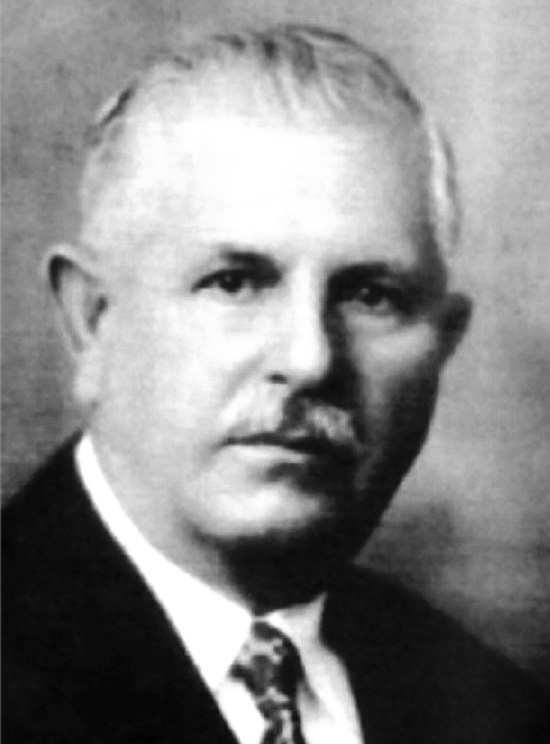
Major Eliezer Levy (1877–1947)

Eliezer Moisés Levy, também conhecido como Major Eliezer Levy (nasceu provavelmente em Gurupá, em 29 de novembro de 1877 — e faleceu em Belém,  9 de janeiro de 1947), foi um político e ativista comunitário judeu da região amazônica.

## Origens
Filho de imigrantes de Casablanca, Marrocos, sua infância foi passada em Gurupá, PA, onde seu pai, Moysés Isaac Levy, atuava no comércio. Mais tarde foi levado a Belém do Pará para completar seus estudos. Casou-se com Esther Benoliel em Cametá em 21 de março de 1900, tendo o casal em seguida voltado para Belém do Pará. Lá, estabeleceu-se no comércio com a firma E. Levy & Cia, Comissões e Consignações, tendo ainda participado do comércio de borracha e da companhia italiana de navegação C.B.Merlin. O casal teve 13 filhos, dos quais a mais nova morreu ainda na infância.

## Vida Pública

Vista do Trapiche Eliezer Levy em Macapá.

Eliezer Levy entrou na Guarda Nacional, onde chegou ao posto de Coronel, embora seja conhecido historicamente como Major Eliezer Levy.
Entre 1918 e 1926 atuou como advogado no escritório de Francisco Jucá Filho, Procurador-Geral da República, e Álvaro Adolfo da Silveira, chefe do Partido Conservador e mais tarde Senador da República. Apesar de pertencer ao Partido Republicano, o Major Eliezer Levy desenvolveu grande amizade com seus colegas de trabalho, tendo instruido-os sobre os princípio do Sionismo, causa que advogava a volta dos judeus às terras da Palestina e a fundação de um lar nacional judaico.
Politicamente, o Major Eliezer Levy tornou-se amigo e correligionário de Magalhães Barata, que por décadas dominou a política paraense. Por conta desta amizade, Eliezer Levy foi nomeado intendente de Macapá (então ainda parte do estado do Pará), onde governou até 1936, quando tomou posse o primeiro prefeito eleito da cidade, Francisco Alves Soares.

## Vida Judaica

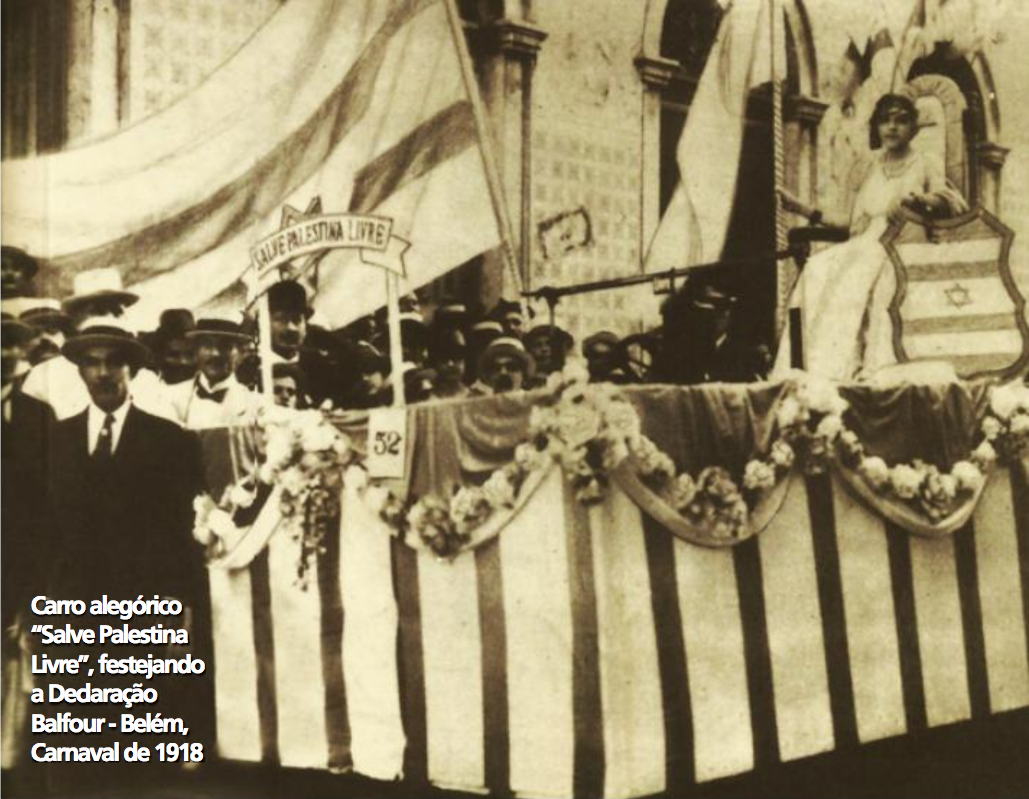
Carro alegórico "Salve Palestina Livre", festejando a Declaração Balfour, Belém, PA, Carnaval de 1918.

Em sua atuação comunitária judaica paraense, o Major Eliezer Levy desenvolveu grande atividade pró-sionismo. Fundou o jornal Kol Israel, em 1918, destinado a divulgar o ideal do estabelecimento do lar nacional judaico nas terras da Palestina e a divulgar informativos da comunidade judaica, como casamentos, nascimentos, aniversários, etc. O Kol Israel foi editado até 1926.
Anos depois, Álvaro Adolfo da Silveira fez parte da delegação brasileira junto à ONU, dirigida por Oswaldo Aranha. Conta-se que foi Álvaro Adolfo, influenciado pelo Major Eliezer Levy, quem manobrou para que a votação sobre a partilha da Palestina em 1948 fosse atrasada por uns dias, a fim de que se conseguisse um número suficiente de votos que garantisse sua aprovação.
Em dezembro de 1918, em comemoração ao fim da Primeira Grande Guerra e à fundação da Liga das Nações, o major Eliezer Levy fez participar do desfile nas ruas de Belém um carro alegórico intitulado "Viva a Palestina Livre", em cima do qual sentava em um majestoso trono sua filha mais velha, Halia, empunhando em sua mão direita uma bandeira azul e branca com a Estrela de David e portando em seus punhos algemas rompidas, representando a libertação final do povo judeu.
O Major Eliezer Levy fundou ainda o Comitê "Ahavat Sion" (Amor a Sião) coincidindo com o armistício que pôs fim à Primeira Guerra, em 11 de Novembro de 1918; o Comitê foi a primeira associação sionista no norte do Brasil. Fundou ainda em 1919 o Externato Misto Chaim Weitzmann (com quem se correspondia[carece de fontes?]) e o Grêmio Literário e Recreativo Theodoro Herzl. Em 1923 fundou a biblioteca Max Nordau, "lugar onde a mocidade poderá obter conhecimentos sobre sua origem e orgulhar-se de pertencer a uma raça altiva e tenaz, que tem dado ao mundo uma prova de civismo e que, com seu profundo conhecimento nas ciências, artes e letras, tem concorrido para o progresso da civilização", segundo seu discurso de inauguração.